# 山﨑要一
山﨑 要一（やまさき よういち、1957年5月11日 - ）は、日本の歯科医師・歯学者。鹿児島大学大学院医歯学総合研究科健康科学専攻発生発達成育学講座小児歯科学分野教授。日本小児歯科学会前理事長。

## 経歴
1983年九州大学卒業、1987年九州大学大学院単位取得満期退学後、同大学にて助手、講師を務め、2003年より現職　1989年　九州大学　歯学博士　博士論文は「セルスポットを応用した下顎多点運動解析システムの開発と乳歯列期小児の側方滑走運動に関する研究 」。

## 著作
- 山﨑要一 他 著、伊藤公一、高橋英登、宮地建夫、向井美惠、安井利一、小野芳明、齊藤力、鈴木尚 編『歯と口の健康百科 家族みんなの健康のために』医歯薬出版、1998年7月。ISBN 978-4-263-45400-8。
- 山﨑要一 他 著、安井利一 編『子どものための歯と口の健康づくり』医歯薬出版、2000年5月。ISBN 978-4-263-45471-8。
- 山﨑要一 他 著、日本小児歯科学会 編『親と子の健やかな育ちに寄り添う 乳幼児の口と歯の健診ガイド』医歯薬出版、2005年5月。ISBN 978-4-263-44195-4。
- 山崎要一 著「咀嚼運動からみた小児期の咬合と顎口腔機能」、日本顎口腔機能学会 編『咀嚼・嚥下機能の検査法』日本顎口腔機能学会、2007年3月、58-64頁。ISBN 978-4-990335205。
- 吉原俊博、山﨑要一 著「第2編 成長発達 4章 頭蓋，顎顔面の発育 I 頭蓋の発育、II 顎の発育、III 発育の評価」、編集代表 赤坂守人 編 西野瑞穂、佐々龍二、高木裕三、田村康夫 編『小児歯科学』（第3版）医歯薬出版、2007年4月、37-46頁。ISBN 978-4-263-45562-3。
- 山﨑要一 著「第2編 成長発達 5章 口腔機能の発達 III 下顎運動」、編集代表 赤坂守人 編 西野瑞穂、佐々龍二、高木裕三、田村康夫 編『小児歯科学』（第3版）医歯薬出版、2007年4月、54-59頁。ISBN 978-4-263-45562-3。
- 山﨑要一 著「第5編 治療・処置 23章 咬合誘導 IV 動的（能動的）咬合誘導」、編集代表 赤坂守人 編 西野瑞穂、佐々龍二、高木裕三、田村康夫 編『小児歯科学』（第3版）医歯薬出版、2007年4月、381-394頁。ISBN 978-4-263-45562-3。
- 山﨑要一 他 著、髙木, 裕三、田村, 康夫; 井上, 美津子 ほか 編『小児歯科学』（第4版）医歯薬出版、2011年3月20日。ISBN 978-4-263-45641-5。
- 吉田, 昊哲、嘉ノ海, 龍三、山﨑, 要一 編『小児歯科は成育医療へ ―今を知れば未来がわかる』デンタルダイヤモンド社、東京都千代田区〈DENTAL DIAMOND 増刊号〉、2011年4月1日。ISBN 978-4-88510-227-1。ISSN 0386-2305 第36巻第6号 通巻520号。

## 所属団体
- 日本歯科医学会 評議員[5]
- 日本小児歯科学会 理事長[2]、指導医[6]、専門医[6]
- 日本顎関節学会 指導医[7]
- 日本顎口腔機能学会 常務理事[7]、第36回大会長[8]
- 日本矯正歯科学会[3]
- 日本障害者歯科学会[3]
- 日本小児口腔外科学会[3]
- 鹿児島県小児保健学会副会長[7]
- 成育歯科医療研究会 副会長・常務理事[7]
- こども医療ネットワーク 理事[9]
- 国際歯科研究学会議[3]